# Ampelocissus poggei
Ampelocissus poggei är en vinväxtart som beskrevs av Gilg & Brandt. Ampelocissus poggei ingår i släktet Ampelocissus och familjen vinväxter. Inga underarter finns listade i Catalogue of Life.